# Cuore d'inchiostro
Cuore d'inchiostro (titolo originale Tintenherz) è un romanzo fantasy per ragazzi scritto da Cornelia Funke pubblicato nel 2003 ed è il primo libro di una trilogia che comprende anche Veleno d'inchiostro, pubblicato nel 2005, ed un terzo volume, Alba d'inchiostro, la cui uscita è avvenuta nel 2008. Dal romanzo è stato tratto il film Inkheart - La leggenda di cuore d'inchiostro.

## Trama
Il romanzo parla di una ragazza di nome Meggie la cui vita subisce un drastico cambiamento quando scopre che suo padre, un rilegatore di nome Mortimer (detto Mo), ha l'insolita capacità di far uscire i personaggi dai libri leggendoli ad alta voce. Un bandito di nome Capricorno, fatto uscire per errore dal libro "Cuore d'inchiostro", perseguita Mo e Meggie per sfruttare la sua prodigiosa voce. Nove anni prima, dal libro erano usciti anche il brigante amico di Capricorno, di nome Basta, e un mangiafuoco, di nome Dita di Polvere con la sua martora cornuta, mentre erano entrati Teresa, madre di Meggie e i suoi due gatti. I personaggi affrontano moltissime peripezie, tradimenti, fughe e prigionie in una corsa contro il tempo...

## Personaggi
Mortimerdetto Mo è chiamato anche "Lingua di Fata", è il padre di Meggie e fa il rilegatore di libri. Ha fatto uscire Capricorno, Basta e Dita di Polvere dal libro e al loro posto è entrata sua moglie Teresa e i suoi due gatti. È molto attaccato alla sua famiglia. Quando legge un libro ha il potere di renderne vivi gli oggetti, gli animali ed i personaggi.
Meggie
Figlia di Mo e di Teresa, ha ereditato dal padre la passione per la lettura ma anche la prodigiosa capacità di far uscire i personaggi dai libri. È molto coraggiosa.
Dita di Polvere
detto anche "colui che danza col fuoco", mangiafuoco che ha vissuto nove anni nel nostro mondo contro la sua volontà ed è disposto a tutto per tornare nel suo romanzo. Sul volto ha lunghe cicatrici infertegli da Basta. Dopo che Teresa è stata fatta uscire dal libro da Dario, ha fatto amicizia con lei, che gli ha anche insegnato a leggere. Sembra crudele, ma si dimostra un amico fedele di Mo.
Capricorno
Fatto uscire dal romanzo "Cuore d'Inchiostro" è l'antagonista principale del libro "Cuore d'inchiostro". Comanda un gruppo di scagnozzi (tra cui il malvagio e superstizioso Basta) e un essere mostruoso, l'Ombra.
Teresa
detta anche Resa, amata moglie di Mortimer, madre di Meggie e nipote di Elinor. Entrata nel libro quando Capricorno, Basta e Dita di Polvere ne uscirono, viene poi liberata da Dario, il lettore di Capricorno che però le fa perdere la voce, e viene fatta prigioniera di Capricorno, del quale diventa serva. Fa amicizia con Dita di Polvere.
Gwin
Martora cornuta di Dita di Polvere. Ama andare a caccia di notte. Nel libro Cuore d'Inchiostro (non il libro di Cornelia Funke, ma quello di Fenoglio) provocherà la morte di Dita di Polvere, che cercherà di difenderla dagli scagnozzi di Capricorno.
Farid
ragazzo uscito per errore da "Le Mille e Una Notte" innamorato di Meggie e apprendista di Dita di Polvere. Si unirà a Mo e agli altri contro Capricorno e avrà un ruolo chiave nella storia.
Elinor
prozia di Meggie. È abbastanza facoltosa. Ha una vera passione per i libri e ne ha una gigantesca collezione. Mortimer dice che non si stupirebbe se perdesse la sua fortuna per la sua mania dei libri. Molto orgogliosa, dimostra però di avere un'indole generosa, donando a Farid dei vestiti più caldi per combattere il freddo e dando a Mo dei soldi per il viaggio. Appare buffa.
Fenoglio
l'autore del libro "Cuore d'inchiostro", è un uomo piuttosto anziano che inizialmente non crede alla storia di Mo, ma dopo aver visto Dita di Polvere lo aiuta nella sua lotta contro Capricorno. Rivela a Dita di Polvere che dovrà morire a causa di Gwin. Dichiara più di una volta di desiderare di entrare in "Cuore d'Inchiostro", e alla fine Meggie lo accontenta involontariamente.
Basta
scagnozzo più fedele di Capricorno, ma molto superstizioso. Si salverà dall'Ombra.
Mortola
madre di Capricorno, scapperà con Basta.
Dario
uomo molto timido, è anche lui un "Lingua di Fata" schiavo di Capricorno ma, dato che balbetta, a causa del timore provocato da Capricorno e dai suoi scagnozzi, fa uscire i personaggi dai libri solo a metà, cioè lasciando sul loro volto delle scritte e delle deformazioni. Ha fatto uscire Teresa, privandola della voce. Alla fine viene liberato da Elinor di cui diventerà un amico fedele, e aiuta Mo e gli altri contro Capricorno e l'Ombra e va a vivere nella casa di Elinor.
L'Ombra
essere mostruoso e gigantesco, schiavo di Capricorno fatta delle ceneri delle vittime del malvagio uomo, alla fine si ribella del suo padrone e viene distrutta da Meggie.

## Trasposizioni cinematografiche
Il 20 febbraio 2009 è uscito il film Inkheart - La leggenda di cuore d'inchiostro della Warner Bros. e New Line Cinema, con protagonista Brendan Fraser, Eliza Bennett, Paul Bettany, Andy Serkis, Jim Broadbent e Helen Mirren.

## Edizioni
- Cornelia Funke, Cuore d'inchiostro, traduzione di Roberta Magnaghi, 2ª ed., Arnoldo Mondadori Editore, 2009.